# Донокли, Трой
Трой Донокли (англ. Troy Donockley; род. 30 мая 1964 года, Воркингтон, Англия) — британский композитор и мульти-инструменталист, известный своей игрой на ирландской волынке.

## Ранние годы
Трой родился в Воркингтоне, Камбрия. Его родители были членами группы Travelling Country. В шестнадцатилетнем возрасте Трой присоединился к их группе и играл во многих местах западной Камбрии. Отец привил ему любовь к классике, року, кантри, традиционной музыке и блюграссу. Трой обучился игре на различных музыкальных инструментах, включая ирландскую волынку. Мечтой подростка были поездки по миру в качестве музыканта. В 1987 году он принял участие на записи альбома прог-рок группы The Enid The Seed and the Sower в качестве приглашённого музыканта.

## Келтик-фолк музыка

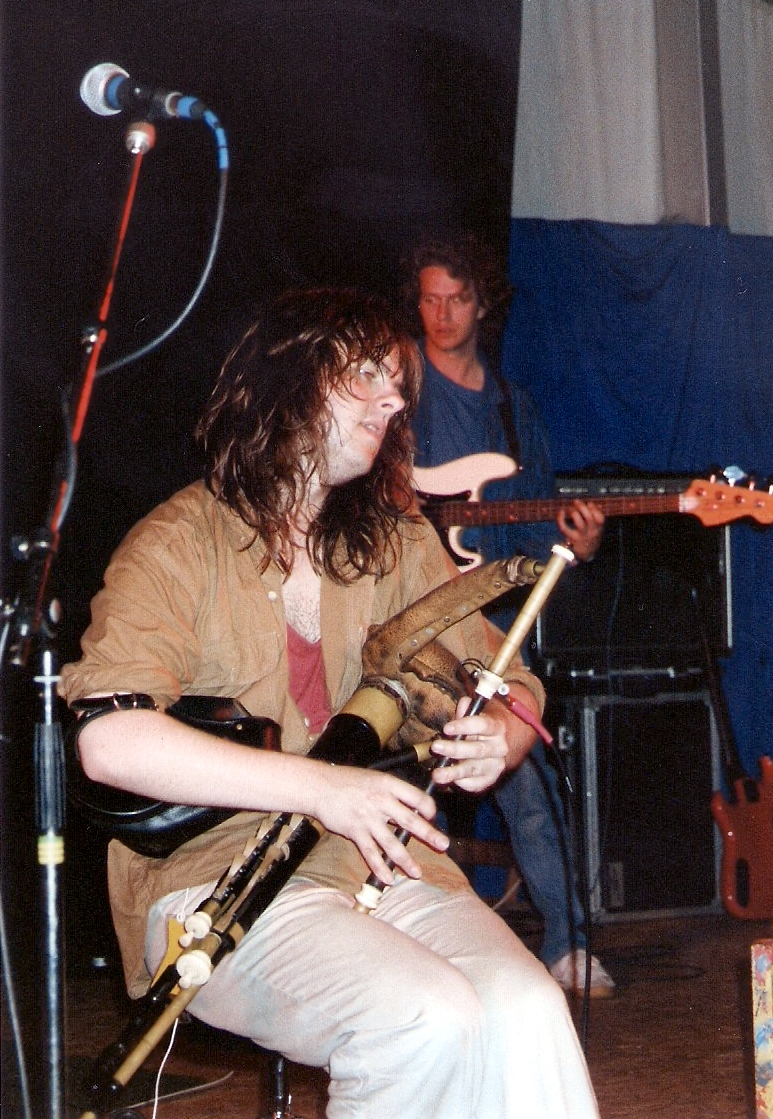
Донокли с You Slosh в 1991 году

В 1987 году Трой сформировал келтик-рок группу You Slosh. В 1989 году он записал с ними альбом Glorious Racket. Год спустя Трой принял участие в записи альбома келтик-фолк группы Iona. Это было в самом начале бума кельтских фольклорных коллективов, и оба альбома были очень успешными. Трой записал ещё один альбом с You Slosh в 1991 году и ещё девять альбомов с Iona. С 1995 по 2009 год он был официальным членом Iona. Мойя Бреннан, член известной келтик-фолк группы Clannad, пригласила Троя принять участие на Two Horizons. С Кэтрин Тикелл Трой записал «Our Kate» на Debateable Lands.
В 2008 году Трой и Адриан Эдмундсон основали группу The Bad Shepherds, в составе которой исполняли панк-рок и новую волну на фольклорных инструментах. Их первый альбом вышел в 2009 году. Второй альбом группы последовал в 2010 году.

## Сотрудничество
Трой сотрудничал с такими известными музыкантами и группами, как Рой Харпер, Мидж Юр, Del Amitri, Алан Стивелл, Status Quo. С ним были записаны пять альбомов Mostly Autumn и два альбома Magenta. В 2007 году началось его сотрудничество с Nightwish. Он участвовал в Dark Passion Play-туре и снимался в клипе на сингл «The Islander». На записи альбома Imaginaerum ему было предложено играть на широком спектре инструментов. В сингле «The Crow, the Owl and the Dove» Донокли использовал камбрийское пение. Он участвовал на Imaginaerum World Tour и снимался в фильме «Imaginaerum».
Его саундтреки звучали в фильмах «Робин Гуд» (2010) и «Броненосец» (2011).
9 октября 2013 года вошёл в состав Nightwish на постоянной основе, причём и как музыкант, и как бэк-вокалист.

## Дискография

### Как приглашённый музыкант
- The Enid — The Seed and the Sower (1987)
- Iona — Iona (1988), The Book of Kells (1992), Beyond These Shores (1993)
- Барбара Диксон — Parcel of Rogues (1994), Full Circle (2004)
- Кэтрин Тикелл — Debatable Lands (1999)
- Mostly Autumn — The Spirit of Autumn Past (1999), The Last Bright Light (2001), Passengers (2003), Storms Over Still Water (2005), Storms Over London Town (2006), Heart Full Of Sky (2007), Glass Shadows (2008), Go Well Diamond Heart (2010)
- Рой Харпер — Royal Festival Hall Live (2001)
- Mermaid Kiss — Etarlis (2007)
- Nightwish — Dark Passion Play (2007)
- Magenta — Home (2006), Metamorphosis (2008)
- Nightwish — Imaginaerum (2011)
- Kompendium — Beneath The Waves (2012)
- Ayreon — The Theory of Everything (2013)
- Gandalf's Fist — A Forest Of Fey (2014)

### Как член групп

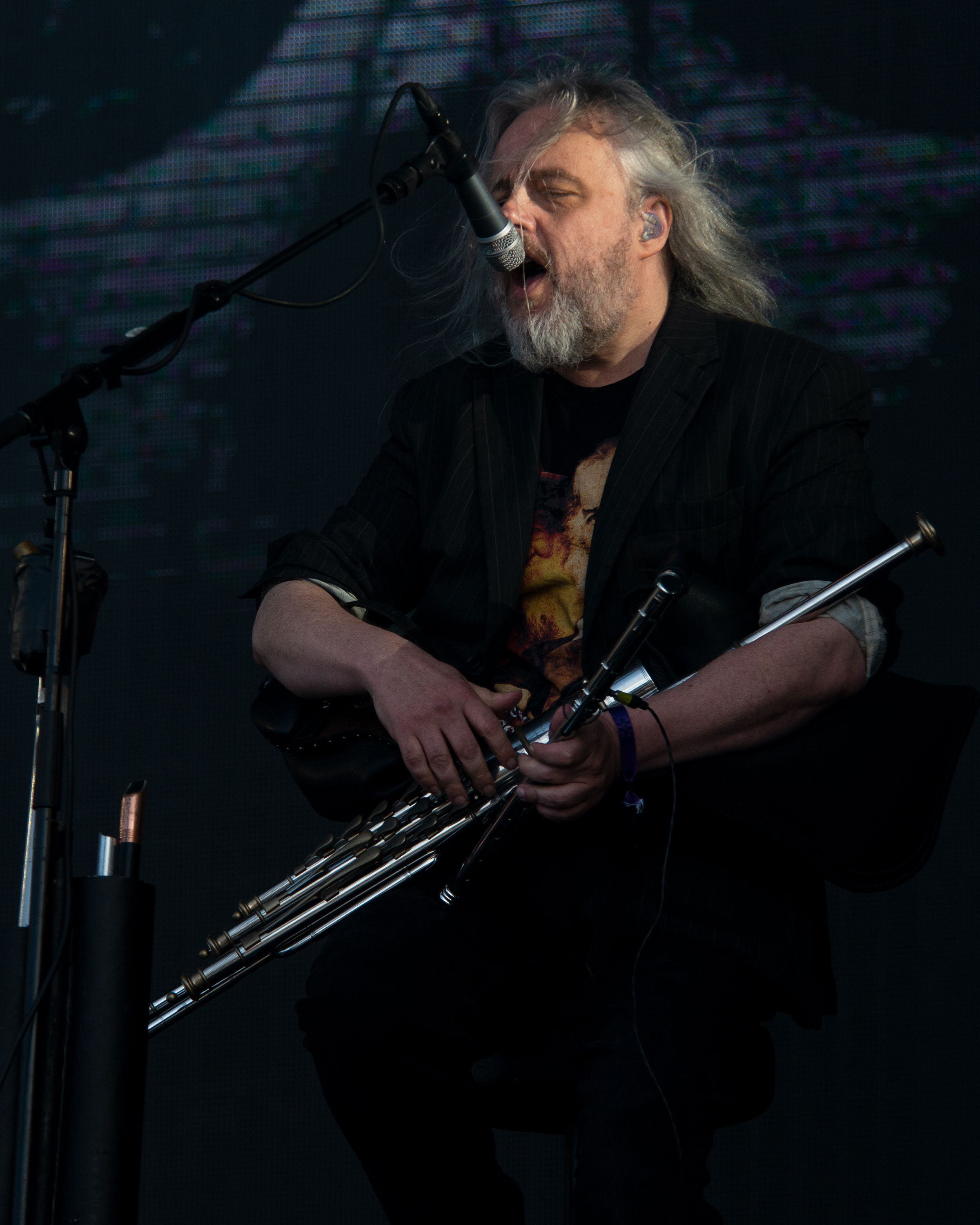
Трой Донокли в составе Nightwish на фестивале Hellfest в 2022 году

- Iona — Journey Into The Morn (1996), Heaven’s Bright Sun (1997), Woven Cord (1999), Open Sky (2000), The River Flows (2002), The Circling Hour (2006)
- You Slosh — Glorious Racket (1989), Lift Me Up (1991)
- The Bad Shepherds — Yan, Tyan, Tethera, Methera! (2009), By Hook or By Crook (2010)
- Mandalaband — Mandalaband IV — AD: Sangreal (2011), Mandalaband III — BC: Ancestors (2009)
- Nightwish — Showtime, Storytime (2013), Endless Forms Most Beautiful (2015), Human. :II: Nature. (2020), Yesterwynde (2024)

### С Мэдди Прайор
- Flesh and Blood (1997)
- Ravenchild (1999)
- Ballads and Candles (2000)
- Arthur The King (2001)
- Lionheart (2003)

### С Дейвом Бэйнбриджем
- When Worlds Collide (2005)
- From Silence (2005)
- From Silence (DVD) (2005)

### Сольная
- The Unseen Stream (1998) (переиздан в 2005)
- The Pursuit of Illusion (2003)
- The Madness of Crowds (2009)